# Gamasomorpha m-scripta
Gamasomorpha m-scripta är en spindelart som beskrevs av Birabén 1954. Gamasomorpha m-scripta ingår i släktet Gamasomorpha och familjen dansspindlar. Inga underarter finns listade i Catalogue of Life.